# 是動病
伝統中国医学における是動病（ぜどうびょう）または是動則病（ぜどうそくびょう）とは、陽性の病で、機能的疾患であり、軽症である。難経二十二難ではまず気が病むこととされており、難経楊玄操注では邪が外にある病とされていて、難経徐霊胎注では本経の病で、十四経発揮和語鈔では経絡の病で、霊枢集註では外因による病となっている。進行すると所生病になる。